# Ragnar Gustafsson (ryttare)
Axel Ragnar Gustafsson, född 20 juli 1930 i Häradshammar, Norrköpings kommun, död 24 februari 2016 i Ystad, var en svensk ryttare som tävlade i fälttävlan. Han tävlade för Strömsholms SF.
Gustafsson tävlade för Sverige vid olympiska sommarspelen 1960 i Rom. Både individuellt och i lagtävlingen i fälttävlan blev han oplacerad.
Han tog silver vid Svenska mästerskapen i fälttävlan 1968 och 1969 samt brons vid SM 1966.